# Гуйн, Карл Георг фон
Карл Георг фон Гуйн (нем. Karl Georg Reichsgraf von Huyn; 18 ноября 1857, Вена, Австрийская империя, — 12 февраля 1938, Больцано, Италия) — австро-венгерский военачальник и администратор, граф.

## Биография
Родился в Вене в аристократической семье (из которой в том числе вышло два фельдмаршала). Образование получил в Терезианской академии (выпуск 1879 года) и австрийской Академии Генерального штаба (выпуск 1883 года). Выпущен во 2-й драгунский полк, С 1883 года служил в различных штабах. С 13 сентября 1892 года — военный атташе в Румынии. С 26 ноября 1893 года — начальник штаба кавалерийской дивизии в Кракове. С апреля 1899 года командир 2-го уланского полка, с июля 1904 года — командир 17-й кавалерийской бригады, с апреля 1905 года — командир 10-й кавалерийской бригады, с апреля 1907 года — командир 17-й кавалерийской бригады, с апреля 1909 года — командир 7-й кавалерийской дивизии, с ноября 1911 года — командир 12-й пехотной дивизии. 23 октябрем 1912 года назначен генерал-инспектором кавалерии. Руководил подготовкой австро-венгерской кавалерии к войне. При мобилизации в августе 1914 года назначен командиром XVII Армейского Корпуса, который вошёл в состав 4-й армии. Отличился в битве при Комарове. В результате конфликта с командованием в сентябре 1914 года отозван в Вену, а 1 ноября 1914 года вышел в отставку.
11 марта 1917 года фон Гуйн вернулся на государственную службу и был назначен наместником королевства Галиции и Лодомерии, а также великого герцогства Краковского (со штаб-квартирой в Кракове). 1 мая 1917 года получил звание генерал-полковника. 28 октября 1918 года возглавил ликвидационную комиссию австро-венгерской армии на польских территориях. 1 декабря 1918 года вышел в отставку.